# Шкиль, Василий Фёдорович
Васи́лий Фёдорович Шки́ль (1919—1945) — советский военнослужащий, гвардии старший лейтенант. Командир танкового взвода, Герой Советского Союза (26 апреля 1944, за освобождение города Черновцы, Украина).

## Биография
Родился 28 декабря 1919 года в городе Борисполь Киевской области в крестьянской семье. Украинец. Член ВЛКСМ с 1937 года. Окончил среднюю школу № 2 в Борисполе.
В 1940 году призван в ряды Красной Армии. В конце 1942 года окончил танковое училище. Бывшие курсанты, а теперь офицеры-танкисты, уезжали в Действующую армию. Младший лейтенант В. Ф. Шкиль и ещё двадцать девять его однокурсников спешили на Сталинградский фронт.
Кольцо вокруг окружённой под Сталинградом вражеской группировки сжималось всё туже и туже. 8 января 1943 года, после того как Паулюс отверг ультиматум о капитуляции, наши войска перешли в решительное наступление.
Танковый взвод В. Ф. Шкиля после прорыва устремился на врага. Его взвод в числе первых ворвался на аэродром гитлеровцев в Гумраке. Удар был настолько неожиданным, что ни одному вражескому самолёту не удалось подняться в воздух. Всё вокруг пылало. Вдруг из укрытия ударила вражеская зенитка. Снаряд попал в бензобак. Танк В. Ф. Шкиля вспыхнул. Раненый осколком снаряда в ногу, В. Ф. Шкиль вылез из горящей машины. Теперь там рвались боеприпасы. Младший лейтенант бросился к люку механика, но было уже поздно. Танк взорвался.
В. Ф. Шкиль очнулся в госпитале. Ему только что сделали переливание крови. Состояние было тяжёлое: осколок задел кость, большая потеря крови, обожжены лицо, руки. На комиссии В. Ф. Шкиль попросил, чтобы его направили в танковые войска. Просьбу удовлетворили. В. Ф. Шкиль попал в знаменитую гвардейскую танковую армию генерала Михаила Ефимовича Катукова. Молодой офицер воевал на Курской дуге, под Орлом, освобождал землю родной Украины.
Танковый полк, которым командовал подполковник Иван Никифорович Бойко, нацелился на Казатин — крупный железнодорожный узел. Фашисты укрепились в городе. Здесь находились огромные склады, питавшие Корсунь-Шевченковскую группировку гитлеровцев. И. Н. Бойко предложил смелый план: прорваться в город по железной дороге.
Впереди шёл танк младшего лейтенанта В. Ф. Шкиля, за ним — вытянулись остальные машины. Танки с автоматчиками на броне внезапно ворвались в город. К рассвету Казатин был полностью очищен от гитлеровцев.
Танкисты с боями продвигались на запад и вышли к Днестру. Первым устремился в воду танк лейтенанта Павла Никитина, за ним — танк младшего лейтенанта В. Ф. Шкиля. Машины то исчезали в волнах реки, то снова появлялись. И вот они уже на западном берегу. За ними пошли другие. Форсировав Днестр, бригада вновь устремилась по тылам противника.
В утренней синей дымке показались хребты Карпат. У подножья гор виднелся большой красивый город. Это были Черновцы. Разгромив противостоящие части противника, бригада вышла на реку Прут. Теперь нужно было прорваться на станцию Черновцы и разгромить вражеские эшелоны с боевой техникой и боеприпасами.
На исходе ночи три советских танка вырвались на северную окраину города. Лейтенант Никитин повёл свой взвод вперёд, на штурм станции. Танки мчались на предельной скорости. Из засады ударила вражеская самоходка. Младший лейтенант В. Ф. Шкиль с первого выстрела поджёг самоходное орудие. Два других экипажа расправились с замаскированными у дороги ещё двумя фашистскими машинами и раздавили противотанковое орудие.
Заслон был смят. Взвод ворвался на станцию. На путях стояли вражеские эшелоны с танками и орудиями. Танкисты подожгли цистерны с горючим и склад боеприпасов. Дав последний залп по горящим эшелонам, танкисты устремились к мостам через Прут. И вдруг выстрел «пантеры» и разрыв прокатились одним грохотом. Вспыхнул танк Павла Никитина. Но гитлеровцы дорого заплатили за смерть отважного танкиста. Мстя за гибель боевого друга, В. Ф. Шкиль в упор расстрелял вражескую машину, а затем, приняв на себя командование взводом, уничтожил миномётную батарею.
В. Ф. Шкиль получил новый приказ — овладеть мостом в районе села Новоселица. Танковый взвод оказался в самой гуще отступавших гитлеровцев, пытавшихся закрепиться в селе. Подавив огонь вражеских батарей, танкисты захватили мост и овладели селом. Гитлеровцы в панике бросили на улицах свыше 200 исправных автомашин, десятки орудий, боеприпасы и много другого военного имущества.
Указом Президиума Верховного Совета СССР от 26 апреля 1944 года за мужество, отвагу и умелые действия, проявленные в боях за город Черновцы гвардии младшему лейтенанту Василию Фёдоровичу Шкилю присвоено звание Героя Советского Союза с вручением ордена Ленина и медали «Золотая Звезда» (№ 2410).
20 апреля 1945 года Василий Фёдорович Шкиль погиб в бою за Берлин.

## Награды
Награждён орденом Ленина, орденом Красного Знамени, орденом Отечественной войны 1-й степени, орденом Красной Звезды, медалями (какими?).

## Память
- Бюст Василию Шкилю на Аллее Героев в БорисполеПохоронен в городе Ландсберге.

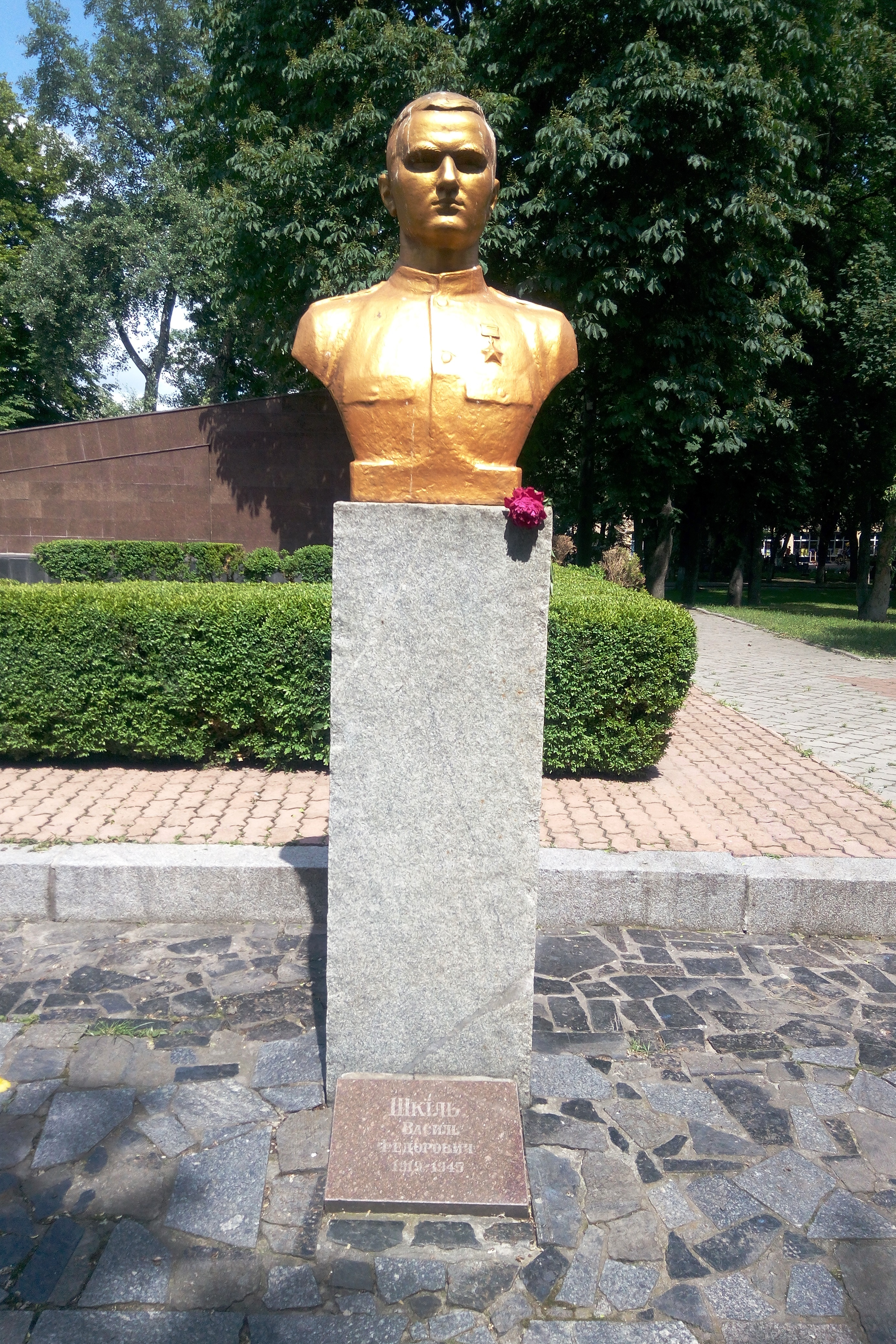
Бюст Василию Шкилю на Аллее Героев в Борисполе

- В Борисполе на стене средней школы № 2, где учился Герой, установлена мемориальная доска.